# 데번 사와
데번 사와(Devon Sawa, 1978년 9월 7일 ~ )는 캐나다의 배우이다.

## 출연 작품

### 영화
- 캐스퍼 (1995)
- 나우 앤 덴 (1995)
- 크레이지 핸드 (1999)
- 파이널 데스티네이션 (2000)
- 더 길티 (2000)
- 익스트림 OPS (2002)
- 슬랙커즈 (2002)
- 더 파이터 (2012)
- 라이프 온 더 라인 (2015)
- 전쟁 (2020)

### 텔레비전
- 니키타 (2010-13)
- 썸웨어 비트윈 (2017)
- 하와이 파이브-0 (2018)
- 맥가이버 (2020)
- 매그넘 P.I. (2021)
- 처키 (2021-24)
- 나의 직장상사는 코미디언 (2022)